# Helga Molander
Helga Molander, nom de scène de Ruth Werner (née le 19 mars 1893 à Königshütte, morte le 27 juillet 1985 à Esher) est une actrice allemande.

## Biographie
À la mort de son père, médecin qui meurt trentenaire de la tuberculose, sa famille s'installe à Berlin à la fin des années 1890.
Elle commence sa carrière artistique en 1918 au Trianon-Theater à Berlin. Au cours des années 1920, elle apparaît dans des films muets. Elle reçoit des rôles principaux dans des productions du Berlinois Max Glass. Cependant, avant même le début de l'ère du film sonore, l'actrice s'arrête.
D'origine juive, elle part en exil en France, où probablement elle retrouve Glass et le suit au Brésil et aux États-Unis. En 1957, elle épouse Max Glass, qui avait auparavant divorcé de sa femme.
Helga Molander est la mère du psychologue Hans Jürgen Eysenck, né de sa liaison avec Eduard Eysenck au début de la Première Guerre mondiale.

## Filmographie
- 1918 : Verlorene Töchter
- 1918 : Im Zeichen der Schuld
- 1918 : Ein Lied von Haß und Liebe
- 1918 : Das Dreimäderlhaus (sous le nom de Ruth Werner)
- 1919 : Différent des autres
- 1919 : Verrat und Sühne
- 1919 : Die Rache ist mein
- 1919 : Der Weg der Grete Lessen (court métrage)
- 1919 : Der Todbringer
- 1919 : Das Lied des Narren
- 1919 : Cagliostros Totenhand (de)
- 1920 : Die Spieler
- 1920 : Der ewige Mönch im Banne der Musik
- 1920 : Ein Abenteuer
- 1920 : Die Einsame Insel
- 1920 : Weltbrand (de)
- 1920 : Feindliches Blut
- 1920 : Der Ruf aus dem Jenseits
- 1921 : Opfer der Liebe
- 1921 : Le Rachat (de)
- 1921 : Der Schrecken der roten Mühle
- 1921 : Amor am Steuer
- 1921 : Flachsmann als Erzieher
- 1921 : Die Rattenmühle
- 1922 : Die sündige Vestalin
- 1922 : Die Asphaltrose
- 1922 : Der alte Gospodar
- 1923 : L'Homme au masque de fer (de)
- 1923 : Bob und Mary (de)
- 1925 : Die drei Portiermädel (de)
- 1925 : Der Mann, der sich verkauft (de)
- 1925 : Wenn Du eine Tante hast
- 1926 : Der Mann ohne Schlaf
- 1926 : Die drei Mannequins
- 1927 : Die Tragödie eines Verlorenen (de)
- 1927 : Königin Luise (de)
- 1928 : Quand on a tué